# Heliaula rufa
Heliaula rufa är en insektsart som först beskrevs av Scudder, S.H. 1899.  Heliaula rufa ingår i släktet Heliaula och familjen gräshoppor. Inga underarter finns listade i Catalogue of Life.